# Josh Teague
Joshua „Josh“ Baden Teague (* Februar 1975) ist ein australischer Politiker der Liberal Party, der seit 2018 Mitglied des South Australian House of Assembly ist sowie zwischen 2020 und 2021 dessen Sprecher war.

## Leben

### Rechtsanwalt und Mitglied desSouth Australian House of Assembly
Joshua „Josh“ Baden Teague, dessen Vater Baden Teague für die Liberal Party von 1977 bis 1996 für South Australia Bundessenator war, absolvierte nach dem Besuch des 1847 gegründeten St Peter’s College in Adelaide ein grundständiges Studium sowie ein Studium der Rechtswissenschaften an der Bond University und der University of South Australia (UniSA) und war nach der anwaltlichen Zulassung als Barrister tätig. Darüber hinaus fungierte er zwischen 2009 und 2018 als Honorarkonsul von Schweden für South Australia.
Bei der Wahl am 17. März 2018 wurde Teague für die Liberal Party als Nachfolger der ehemaligen Vorsitzenden der Liberalen Isobel Redmond im Wahlkreis Heysen nach Berücksichtigung der sogenannten „Two Candidate Preferred“-Auswertung mit 11.749 Stimmen (51,8 Prozent) erstmals zum Mitglied des South Australian House of Assembly gewählt, des Unterhauses des Parlaments von South Australia, und gehört diesem nach seiner Wiederwahl am 19. März 2022 mit 12.377 Stimmen (51,9 Prozent) nach der „Two Candidate Preferred“-Auswertung seither an. Zu Beginn seiner Parlamentsmitgliedschaft war er in der 54. Legislaturperiode war er zwischen dem 3. Mai 2018 und dem 7. September 2020 Mitglied des Prüfungsausschusses für Gesetzgebung sowie zugleich des Ausschusses für natürliche Ressourcen.

### Sprecher desHouse of Assembly, Minister und „Schattenminister“
Als Nachfolger seines Parteifreundes Vincent Tarzia wurde Teague am 8. September 2020 als Speaker zum Sprecher des House of Assembly gewählt und bekleidete das Amt des Parlamentspräsidenten bis zu seiner Ablösung durch Dan Cregan am 12. Oktober 2021. Als solcher war er zwischen dem 8. September 2020 und dem 12. Oktober 2021 zugleich kraft Amtes Mitglied des Mitglied des Gemeinsamen Ausschusses für parlamentarische Dienste sowie des Geschäftsordnungsausschusses. Danach war er noch vom 14. Oktober 2021 bis zum 18. Februar 2022 Mitglied des Ausschusses für Kriminalität und öffentliche Integrität. Am 23. November 2021 wurde er in die Regierung von Premierminister Steven Marshall berufen und fungierte in dieser bis zum 21. März 2022 als Minister für Planung und Kommunalverwaltung (Minister for Planning and Local Government) sowie als Mitglied des Exekutivrates (Executive Council).
Nach der Wahlniederlage der Liberalen Partei bei den Parlamentswahlen am 19. März 2022 wurde Josh Teague am 21. April 2022 in das Schattenkabinett des neuen Parteivorsitzenden und Oppositionsführers David Speirs berufen und fungiert in diesem seither als „Schatten-Generalstaatsanwalt“, „Schattenminister für Angelegenheiten der Aborigines“, „Schattenminister für Kinderschutz“ sowie als „Schattenminister zur Prävention familiärer und häuslicher Gewalt“. Darüber hinaus ist er seit dem 3. Mai 2022 erneut Mitglied des Ausschusses für Kriminalität und öffentliche Integrität und war zudem vom 3. Mai 2022 bis zum 30. Juni 2023 Mitglied des Ständigen parlamentarischer Ausschusses für Ländereien der Aborigines sowie zwischen dem 6. Juli und dem 17. November 2023 auch Mitglied des Ausschusses für künstliche Intelligenz.

## Weblink
- Mr Josh Teague. In: Parlament von South Australia. Abgerufen am 31. März 2024 (englisch).